# Bullia
Ne doit pas être confondu avec Bulla (genre).
Genre
Synonymes
- Adinopsis Odhner, 1923 (déjà pris par Adinopsis Cameron 1918 (Coleoptera))
- Adinus H. Adams & A. Adams, 1853
- Buccinum (Bullia)
- Bullia (Adinus) H. Adams & A. Adams, 1853
- Bullia (Bullia) Gray, 1833
- Bullia (Cereobullia) Melvill & Peile, 1924
- Bullia (Leiodomus) Swainson, 1840
- Bullia (Pseudostrombus) Mörch, 1852
- Bulliana Gray, 1842
- Dorsanum (Adinus) H. Adams & A. Adams, 1853
- Dorsanum (Fluviodorsum) Boettger, 1885
- Leiodomus Swainson, 1840
- Pseudostrombus Moerch, 1852

Bullia est un genre de gastéropodes marins appartenant à la famille des nassaridés .

## Espèces
Les sous-genres suivants sont reconnus :
- Bullia (Bullia) Gray, 1834
- Bullia (Cereobullia) Melvill & Peile, 1924

Le genre Bullia comprend les espèces suivantes :
- Bullia aikeni Kilburn, 1978
- Bullia ancillaeformis Smith, 1906
- Bullia annulata (Lamarck, 1816) [2]
- † Bullia bantamensis Oostingh, 1933
- Bullia callosa (W. Wood, 1828) [3]
- Bullia cataphracta Kilburn, 1978
- Bullia ceroplasta Melvill, 1898
- Bullia chitanii Yokoyama, 1926 †
- Bullia crosseana Tapparone-Canefri, 1882 (nomen dubium)
- Bullia cumingiana Dunker, 1852
- Bullia digitalis (Dillwyn, 1817) [4]
- Bullia diluta (Krauss, 1848) [5]
- Bullia elegans Dunker, 1857 (nomen dubium)
- Bullia granulosa (Lamarck, 1822)[6] - synonyme Bullia fusca Craven[7]
- Bullia gruveli (Dautzenberg, 1910)
- Bullia indusindica Melvill, 1898
- Bullia insignis Turton, 1932 (nomen dubium)
- Bullia jucunda Turton, 1932
- Bullia kurrachensis Angas, 1877
- Bullia laevissima (Gmelin, 1791) [8]
- † Bullia litoralis Oostingh, 1933
- Bullia livida Reeve, 1846
- Bullia martinii Gray, 1843 (nomen dubium)
- Bullia mauritiana Gray, 1839
- Bullia melanoides (Deshayes, 1832)
- Bullia mirepicta Bozzetti, 2007[9]
- Bullia mozambicensis Smith, 1878 [10]
- Bullia natalensis (Krauss, 1848)[11].
- Bullia nitida Sowerby, 1895
- Bullia nuttalli Kilburn, 1978
- Bullia osculata Sowerby III, 1900
- Bullia osseum Menke, 1829  (nomen dubium)
- Bullia othaeitensis (Bruguière, 1789)
- Bullia perlucida Bozzetti, 2014
- Bullia perryi Jay, 1855  (nomen dubium)
- Bullia persica Smith, 1878
- † Bullia provecta Beets, 1942
- Bullia pulchella Turton, 1932  (nomen dubium)
- Bullia pura Melvill, 1885 [12]
- Bullia rhodostoma Reeve, 1847 [13]
- Bullia rogersi Smythe & Chatfield, 1981
- Bullia semiplicata Gray, 1833
- Bullia sendersi Kilburn, 1978
- Bullia similis Sowerby, 1897
- Bullia skoogi (Odhner, 1923)
- Bullia smytheae Moolenbeek & Dekker, 1994
- † Bullia sundaica Oostingh, 1939
- Bullia tamsiana Dunker, 1853
- Bullia tenuis Reeve, 1846
- Bullia terebraeformis Dautzenberg[14]
- Bullia townsendi Melvill, 1912
- Bullia tranquebarica (Röding, 1798)
- Bullia trifasciata Smith, 1904
- Bullia truncata Reeve, 1846
- Bullia turrita Gray, 1839
- Bullia vittata (Linnaeus, 1767)

Synonymes :
- Bullia belangeri Kiener[15] : synonyme de Bullia tranquebarica (Röding, 1798)
- Bullia cinerea Preston, 1906 : synonyme de Nassarius dorsatus (Röding, 1798)
- Bullia fuscus Gray in Dieffenbach, 1834 est synonyme d’Impages hectica (Linnaeus, 1758)
- Bullia miran (Bruguière, 1789) est un synonyme de Dorsanum miran (Bruguière, 1789)
- Bullia truncata Reeve, 1846 : synonyme d’Adinus truncatus (Reeve, 1846)
- Bullia valida Dunker, 1852 est un synonyme de Pusionella valida (Dunker, 1852)